# Superpotencial
En física teórica, el superpotencial es un parámetro en mecánica cuántica supersimétrica.

## Ejemplo de superpotencial
Considérese una partícula no relativista unidimensional con un grado de libertad interno con dos estados, llamado espín (esta no es la noción usual de espín en mecánica cuántica no relativista, ya que el espín «real» solo aplica a partículas en el espacio tridimensional). Sean b y su operador adjunto b† operadores que transforman un partícula con «espín arriba» en un «espín abajo» y viceversa, respectivamente. Además, se consideran b y b† normalizados de forma que el anticonmutador {b,b†} es igual a 1, y b2 igual a 0. Sea p el momento de la partícula y x su posición con [x,p]=i, donde se usan unidades naturales de forma que {\displaystyle \hbar =1}. Sea W (el superpotencial) una función diferenciable arbitraria de x, se definen los operadores supersimétricos Q1 y Q2 como
{\displaystyle Q_{1}={\frac {1}{2}}\left[(p-iW)b+(p+iW)b^{\dagger }\right]}
{\displaystyle Q_{2}={\frac {i}{2}}\left[(p-iW)b-(p+iW)b^{\dagger }\right]}
Nótese que Q1 y Q2 parecen autoadjuntos. Sea el hamiltoniano
{\displaystyle H=\{Q_{1},Q_{1}\}=\{Q_{2},Q_{2}\}={\frac {p^{2}}{2}}+{\frac {W^{2}}{2}}+{\frac {W'}{2}}(bb^{\dagger }-b^{\dagger }b)}
donde W' representa la derivada de W. Nótese también que {Q1,Q2}=0. Bajo estas circunstancias, este es un modelo de juguete de supersimetría con N=2. Los estados con espín abajo y espín arriba se denominan habitualmente estados bosónicos y fermiónicos, respectivamente, en analogía con teoría cuántica de campos. Con estas definiciones, Q1 y Q2 convierten estados bosónicos en fermiónicos y viceversa. Restringiéndose a los sectores bosónico o fermiónico se obtienen dos potenciales compañeros determinados por
{\displaystyle H={\frac {p^{2}}{2}}+{\frac {W^{2}}{2}}\pm {\frac {W'}{2}}}

## Superpotencial en dimensión 4
En teorías cuánticas de campos supersimétricas con cuatro dimensiones espacio-temporales, que pueden representar la naturaleza, los campos escalares surgen como la componente más baja de un supercampo quiral, que tiende a tomar automáticamente valores en los complejos. Se puede identificar el complejo conjugado de un supercampo quiral como un supercampo antiquiral. Hay dos formas posibles de obtener una acción de un conjunto de supercampos:
- Integrar un supercampo sobre todo el superespacio generado por {\displaystyle x_{0,1,2,3}} y {\displaystyle \theta ,{\bar {\theta }}},

o
- Integrar un supercampo quiral sobre la mitad quiral de un superespacio, generado por {\displaystyle x_{0,1,2,3}} y {\displaystyle \theta }, pero no por {\displaystyle {\bar {\theta }}}.

La segunda opción implica que una función holomorfa arbitraria de un conjunto de supercampos quirales puede surgir como un término en un lagrangiano invariante bajo supersimetría. En este contexto, holomorfo significa que la función solo depende de los supercampos quirales, no de sus complejos conjugados. Se puede denominar a esta función W como el superpotencial. El hecho de que W es holomorfo en los supercampos quirales ayuda a explicar por qué las teorías supersimétricas son relativamente tratables, ya que permite utilizar potentes herramientas matemáticas del análisis complejo. De hecho, W no recibe correcciones perturbativas, resultado conocido como teorema de no renormalización perturbativa. No obstante, puede corregirse por procesos no perturbativos, por ejemplo a través de contribuciones de funciones beta debidas a instantones.